# Hornova klauzule
Ve výrokové logice se jako Hornova klauzule označuje speciální druh klauzule (disjunkce literálů), která obsahuje nejvýše jeden pozitivní literál (ostatní jsou negované):
{\displaystyle \neg p\lor \neg q\lor \cdots \lor \neg t\lor u}.
Hornovu klauzuli tak lze obecně zapsat jako implikaci ve formě:
{\displaystyle (p\land q\land \cdots \land t)\implies u}.
Jako Hornova formule se pak označuje formule v konjunktivní normální formě, která se skládá z Hornových klauzulí. Jako duální Hornova klauzule se pak označuje klauzule, která obsahuje nejvýše jeden negativní literál (a ostatní pozitivní).
Důležitost Hornových klauzulí spočívá v tom, že při omezení se na Hornovy klauzule místo obecných klauzulí můžeme v různých případech získat významné zrychlení inferenčních algoritmů. Například úloha rozhodnutí splnitelnosti obecné výrokové CNF formule je NP-úplná, ale splnitelnost konjunkce Hornových klauzulí lze vyřešit v lineárním čase. 

## Logické programování
Hornovy klauzule mají stěžejní roli v logickém programování (např. v jazyce Prolog) a jsou důležité pro konstruktivní logiku.
Hornova klauzule obsahující právě jeden pozitivní literál a několik (nejméně jeden) negativních, vyjadřuje implikaci. Někdy se označuje jako určitá klauzule, v jazyce Prolog odpovídá pravidlu (A :- B1, B2, ..., Bn.). Klauzule obsahující pouze jeden pozitivní literál a žádné negativní odpovídá prostému tvrzení. Někdy se označuje jako cílová klauzule, v jazyce Prolog odpovídá faktu (A :- true., případně prostě A.). Klauzule neobsahující žádný pozitivní literál a obsahující několik negativních odpovídá v jazyce Prolog dotazu (?- B1, B2, ..., Bn.).